# يوهان كونراد فيشر
يوهان كونراد فيشر هو سياسي سويسري، ولد في 14 سبتمبر 1773 في سويسرا، وتوفي في 26 ديسمبر 1854 في سويسرا.